# ブルゴーニュのブドウ畑のクリマ
ブルゴーニュのブドウ畑のクリマ（ブルゴーニュのブドウばたけのクリマ）は、フランスの世界遺産の一つであり、ブルゴーニュワインの主産地に形成されたブドウ栽培地の文化的景観を対象としている。登録名にある「クリマ」(Climat) とは、ブルゴーニュのブドウ畑の小さな栽培区画を指しており、世界遺産には、1,247箇所のクリマだけでなく、ワイン流通の中心地であったボーヌ市街や、ブドウ栽培地の行政を司ってきたブルゴーニュ公国時代の首都ディジョンの歴史地区も含まれている。

## クリマ
フランス語: Climat [klima]  はギリシア語（klima）に由来し、その原義は「（赤道から極へ向かっての）大地の傾斜」だった。それが現在では、気候や風土を意味する語として使われている（英語のClimateも語源は同じである）。また、古代ローマ時代には clima という単語が一定の面積の土地の単位を示す言葉として使われており、古フランス語の climat も「60ピエ四方の土地の単位」で使われた。
しかし、ブルゴーニュ地方ではそれらの意味合いから派生し、土地台帳に記載されたブドウ栽培地の小区画の意味で使われる。クリマには、土質やそこに見られる動植物の名前などに基づいて、それぞれ固有の名前がつけられており、しばしば石垣や生け垣などで仕切られている。そのごく細かい区画ごとの条件（日当たり、風、土壌など）が異なると、収穫できるブドウの品質が異なるとされ、地質学、土壌学、気候学などからも裏付けられている。そして隣同士であろうと、クリマが異なれば、そのワインの味わいも香りも違ったものになるのである。
日本語では「銘柄畑」などの訳語をあてることもある。

## 歴史

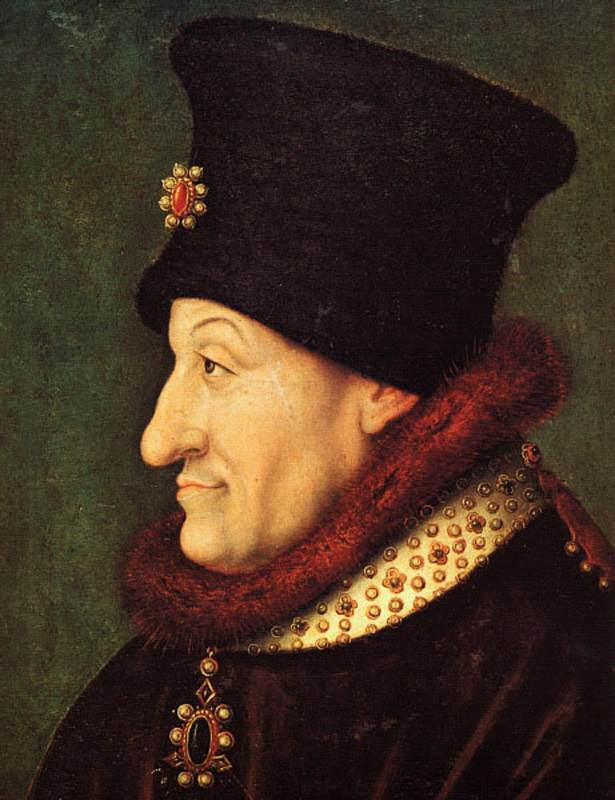
フィリップ豪胆公

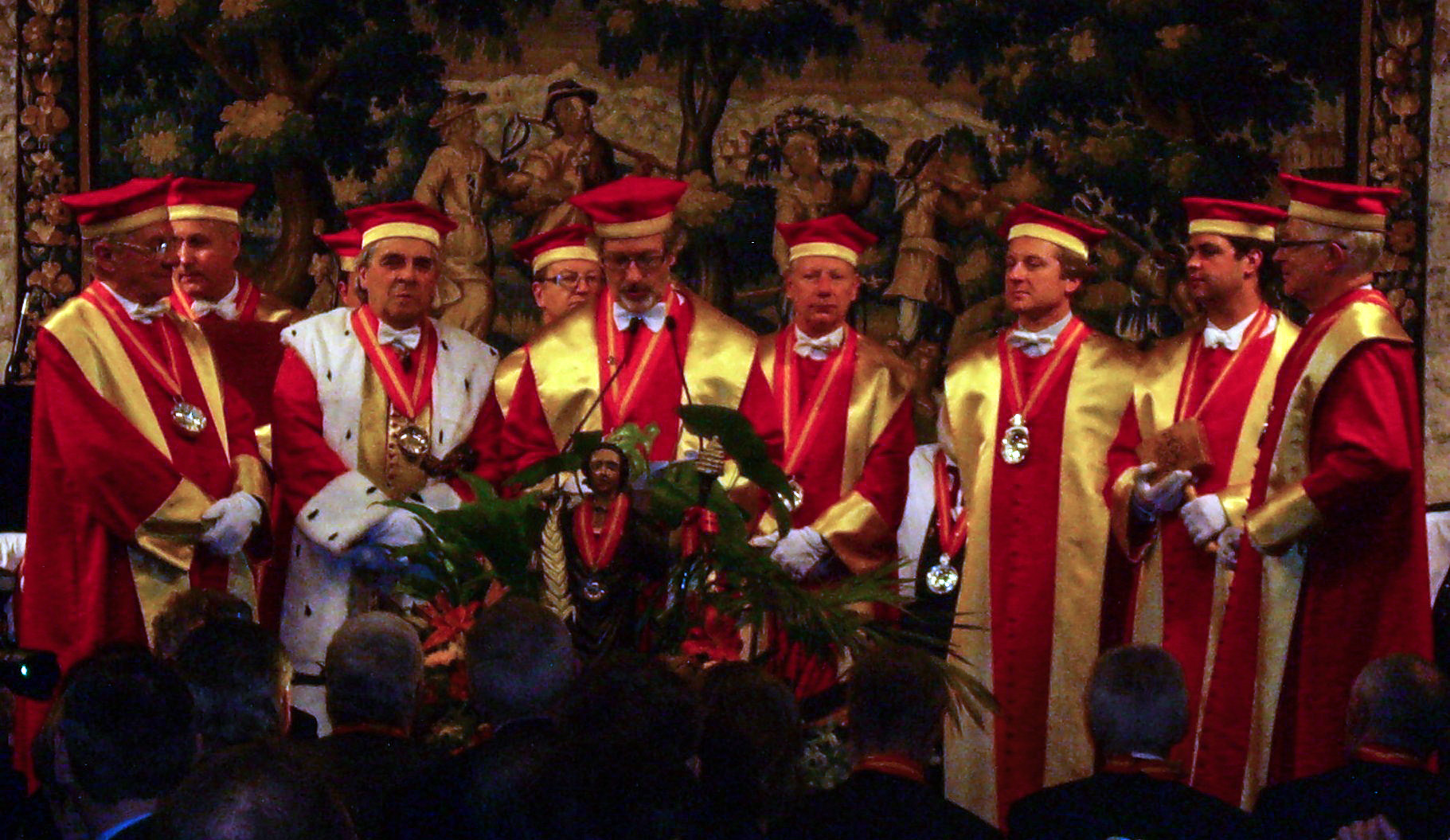
利き酒騎士団

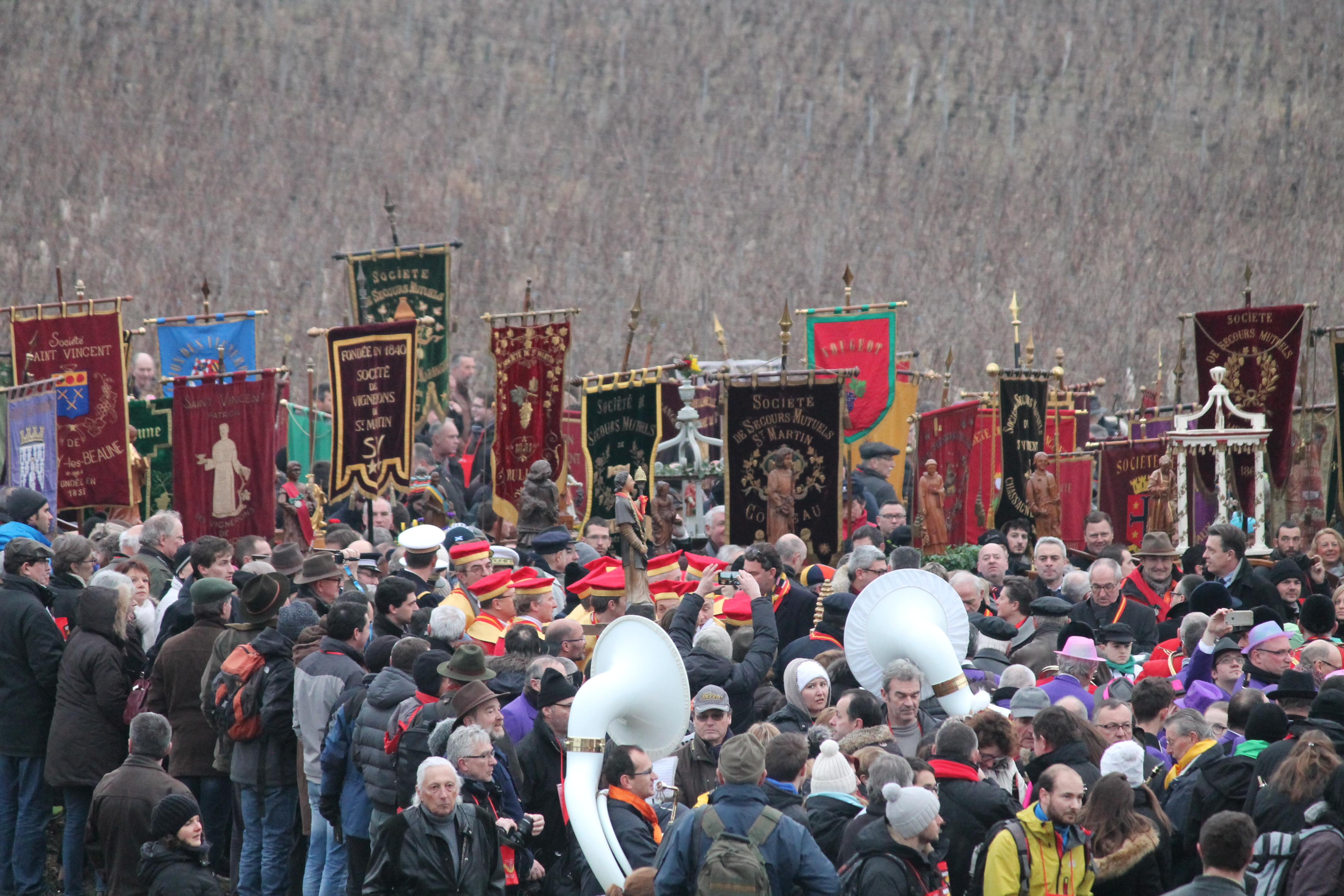
サン・ヴァンサン・トゥールナント祭

ブルゴーニュ地方でのブドウ栽培は、西暦1世紀にまで遡る。当初は平原での栽培だったが、5世紀ないし6世紀頃には傾斜地での栽培が始まったと推測されている。
中世を通じて、ブルゴーニュには多く修道院が建てられ、修道士たちがワイン栽培とその進歩の多くを担った。コート・ド・ニュイのニュイ＝サン＝ジョルジュにも、1098年にシトー会の修道院が建てられている。コート・ド・ニュイのヴージョにしても、周辺を開墾し、研究を重ねて模範的なブドウ園へと成長させたのは、シトー会修道士たちであった。
さて、この地はかつてブルゴーニュ公国が栄えた地でもある。その最盛期は、同時にブルゴーニュワインの名声が高まった時期でもあった。1395年にフィリップ豪胆公は、当時ブルゴーニュで主に栽培されていた2種の赤ワイン用ブドウ品種のうち、質で優るピノ・ノワールのみを栽培させることとし、収量で優ろうとも質で落ちるとされたガメの栽培を禁じた。もっとも、後にはガメが盛り返し、19世紀にはガメがコート・ドールの栽培面積を85%以上を占めた時期もあったが、現代のコート・ドールで使われる赤ワイン品種はピノ・ノワールである。
聖職者がブドウ栽培地の多くを保有する時代は、1789年のフランス革命によって終わりを告げた。それを契機に農民たちが細分化して保有する形になり、その土地は相続によって更に細分化されていった。現代ブルゴーニュのドメーヌ（ワイン生産者）の保有農地は、平均4haほどと言われる（世界遺産登録対象のうち、コート地区の場合は 5 ha ほど、従来評価が低かったオート・コート地区は10 - 15 ha ほどだという）。こうした経緯ゆえ、しばしばブルゴーニュのワインの特徴は「一つのクリマを複数の生産者が細分して所有していること」だと言われている。フランスを代表するもうひとつのワイン産地ボルドーの場合、亡命貴族たちの帰還とともに元に戻ったとされており、現代においても、ボルドーのシャトーには、数十ヘクタールの農地を保有するものがある。
ブルゴーニュにおけるブドウ栽培は、19世紀に2つの病虫害によって苦しめられた。最初のものはうどんこ病で、これは硫黄粉末を利用した駆除法によって切り抜けることが出来た。しかし、もうひとつのブドウネアブラムシは、フランス南西部・南部のブドウ栽培に壊滅的被害をもたらし、1878年から15年ほどは、フランス全体のワイン年間生産量がそれまでの半分以下に落ち込むほどであった。ブルゴーニュも例外ではなく、コート・ドールでは1816年の24,000 ha から1875年の33,745 ha へと拡大していたブドウ畑が、1929年までに12,112 ha へと激減した。この苦境は試行錯誤の末に、アメリカ産の台木に接木する手法で切り抜けることができ、その途上で収量の多いピノ種の開発や栽培方法の改良など、さらなる進歩も見られたのである。
しかし、次には世界恐慌の影響に襲われた。奢侈品であった最高級ワインの需要が大きく落ち込んだのである。これに対し、ジョルジュ・フェーヴレーとカミーユ・ロディエという2人のブルゴーニュ人は、売れないワインをむしろ友に振舞おうと、愛飲家の団体を作ることにした。こうして1934年にニュイ＝サン＝ジョルジュで生まれたのが、ブルゴーニュワインの生産者・愛飲家の団体「利き酒騎士団」である。この「騎士団」は20世紀末までに、日本も含む世界各地に支部をもつ団体へと成長することとなる。
「騎士団」はまた、ワインの守護聖人である聖ヴァンサンを記念した祝祭を1938年に始めた。この祝祭は、第二次世界大戦によって中断されたが、1947年に復活し、20世紀末には20万人もの観光客が訪れる祭りに成長した。この祭りは、開催される幹事村が輪番制で毎年変わることからサン・ヴァンサン・トゥールナント祭（輪番制聖ヴァンサン祭）と呼ばれる。
ブルゴーニュワインはその高い名声を保っており、ボルドーワインが「ワインの女王」と呼ばれるのに対し、ブルゴーニュワインは「ワインの王様」と讃えられている。

## 登録対象

ブルゴーニュワイン産地。コート・ド・ニュイは紫、コート・ド・ボーヌは桃。

ブルゴーニュワインの産地は、ヨンヌ県のシャブリ、コート＝ドール県からソーヌ＝エ＝ロワール県にかけて北から順にコート・ドール (Côte d'Or)、コート・シャロネーズ、マコネー、そして主にローヌ県に属するボジョレーの5地区に分けることができる。コート・ドール（黄金の丘陵）はさらに、コート地区（コート・ド・ニュイ、コート・ド・ボーヌ）、オート・コート地区、ボーヌ平原に三分される。
以上のうち、世界遺産の登録対象はコート・ドールと呼ばれる地域のみで、これにディジョンの歴史地区が加えられている。ほとんどはコート＝ドール県に属するが、コート・ド・ボーヌの南端マランジュのみは県境を越えてソーヌ＝エ＝ロワール県に属する。
ディジョン歴史地区は他の登録地域とやや隔たっており、IDも別に与えられている（ディジョン以外が1425-001、ディジョンは1425-002）。世界遺産登録面積はディジョンが101ヘクタールに対し、残りが13,118 ヘクタールである。

### ディジョン歴史地区

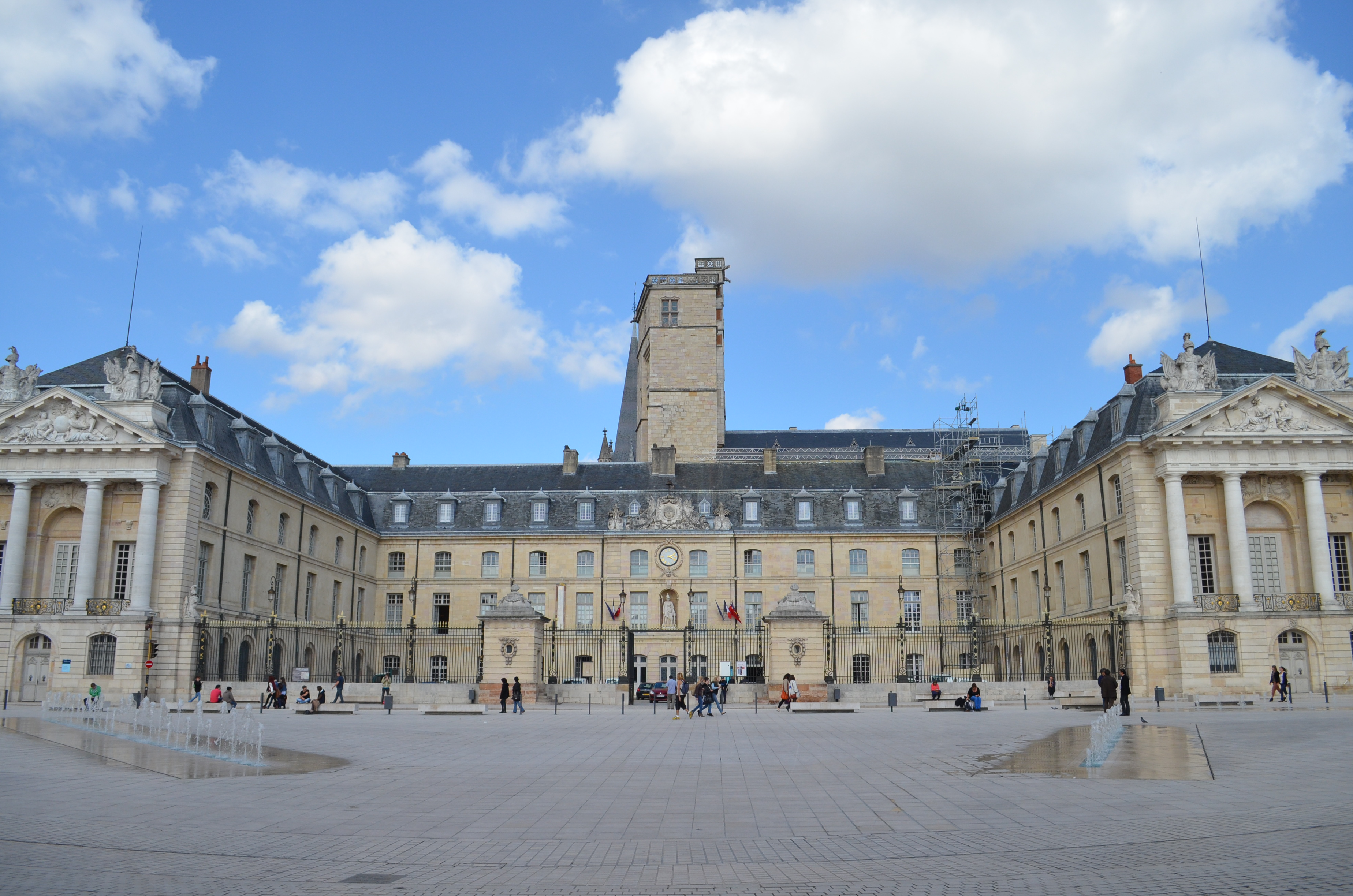
ブルゴーニュ公爵宮殿

登録範囲の北端に位置するのが、コート＝ドール県の県庁所在地ディジョンである。ディジョンは11世紀にブルゴーニュ公国の首都となり、14世紀から15世紀にかけてのフィリップ豪胆公、ジャン無畏公、フィリップ善良公、シャルル突進公のヴァロワ＝ブルゴーニュ家4代の時期に最盛期を迎えた。ブルゴーニュ公爵宮殿は最盛期の名残ではあるが、現存するものはヴェルサイユ宮殿を手がけた建築家ジュール・アルドゥアン＝マンサールによって、17世紀に大規模な改築を受けた。現在の左翼は市庁舎、右翼はディジョン美術館になっている。
世界遺産に含まれた理由は、登録対象となったシステムの形成に寄与した政治的調整力について、それを体現する地区ということである。それを示す建物として、ICOMOSの勧告書では、公爵宮殿のほかにサン＝ベニーニュ大聖堂、（旧）ベルナルド会女子修道院、裁判所、ディジョン市立図書館・古文書館、ネゴシアンの邸宅群などが挙げられている。

### コート・ド・ニュイ

コート・ド・ニュイの地図（赤はグランクリュ、灰青色はオート・コート）

コート・ド・ニュイは、ディジョンのすぐ南に細長く広がる地域で、中心的な都市はニュイ＝サン＝ジョルジュである。この町には同名のAOCであるニュイ＝サン＝ジョルジュAOCがある。このワインはプルミエクリュ（Premier cru, 一級）でグランクリュ（Grand cru, 特級）を含まないが、グランクリュに匹敵しうるものを含むと評価する専門家もいる（なお、ブルゴーニュの場合、生産されるワインだけでなく、ブドウ畑にもグランクリュやプルミエクリュの区分がある。これは他の地域に見られない格付けだという）。
コート・ド・ニュイにはグランクリュそのものも多く、ブルゴーニュのグランクリュの6割、赤ワインに至ってはコルトン以外のグランクリュが全てコート・ド・ニュイにあり、シャンベルタンを擁するジュヴレ＝シャンベルタンから、ロマネ・コンティを擁するヴォーヌ＝ロマネに至る10kmほどの距離には、グランクリュのブドウ畑が多く存在する。
なお、シャンベルタンは、ナポレオン・ボナパルトが愛飲していたことで知られる。ジュヴレ＝シャンベルタン村には、シャンベルタン以外にも8つの特級畑がある。そのうち、シャンベルタン・クロ・ド・ベーズを生み出すクロ・ド・ベーズの畑は、西暦7世紀に遡るブルゴーニュ最古のブドウ畑と位置づけられている。
また、ロマネ・コンティは最大級の賛辞を贈られてきたワインだが、その畑はわずか1.8 haにすぎず、その希少性から非常に高価なため、語る人の多さに比べて実際に飲んだ人の少ないワインなどと言われることもある。それらのグランクリュの畑が並ぶ沿道は「グランクリュ街道」と呼ばれている。
また、コート・ド・ニュイに含まれるヴージョは、グランクリュのクロ・ド・ヴージョを擁し、その城館（シャトー・デュ・クロ・ド・ヴージョ）では、前出の生産者・愛好者の団体である「利き酒騎士団」の叙任式が1年に17回行われている。

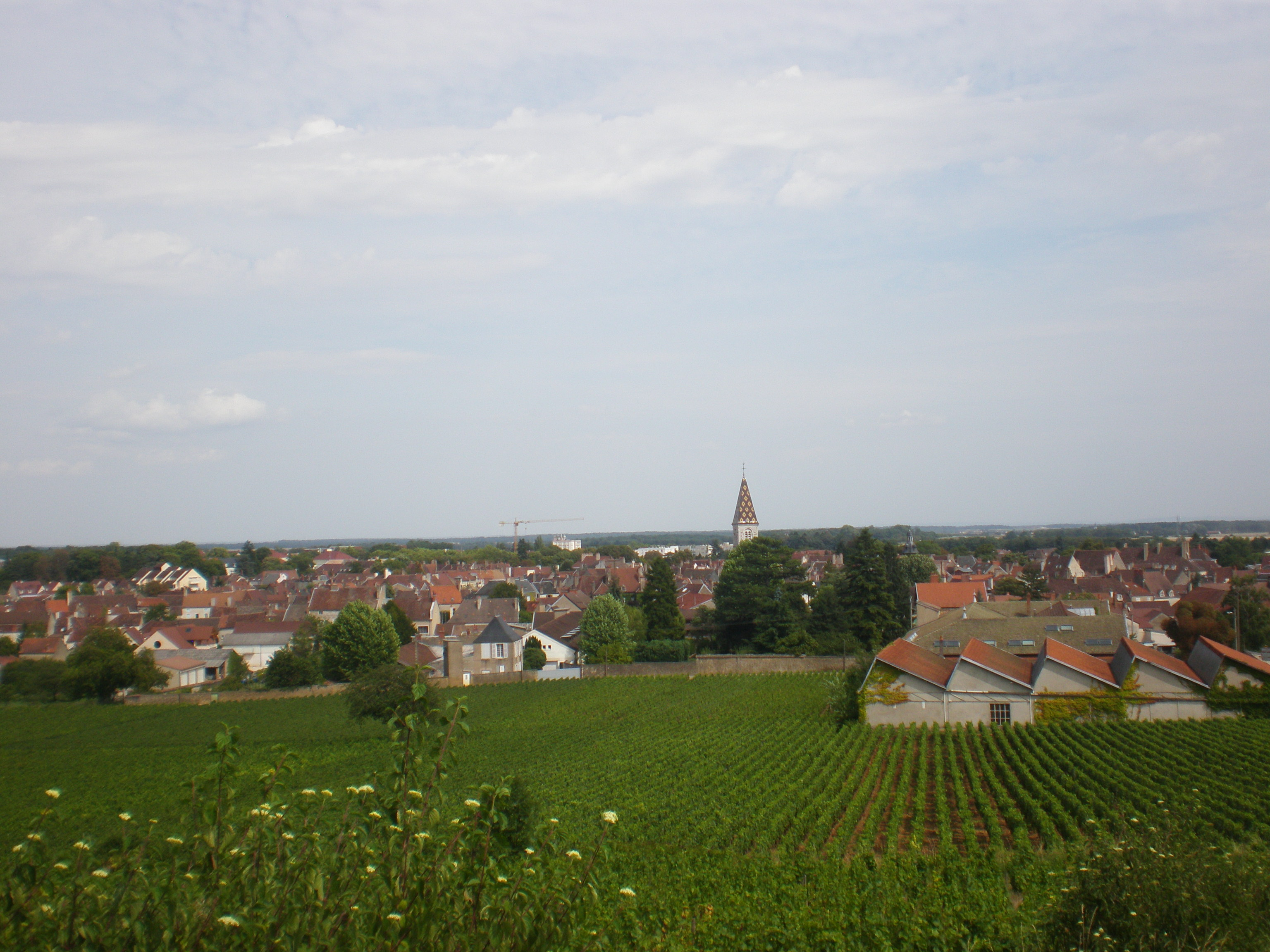
ニュイ＝サン＝ジョルジュと周辺景観
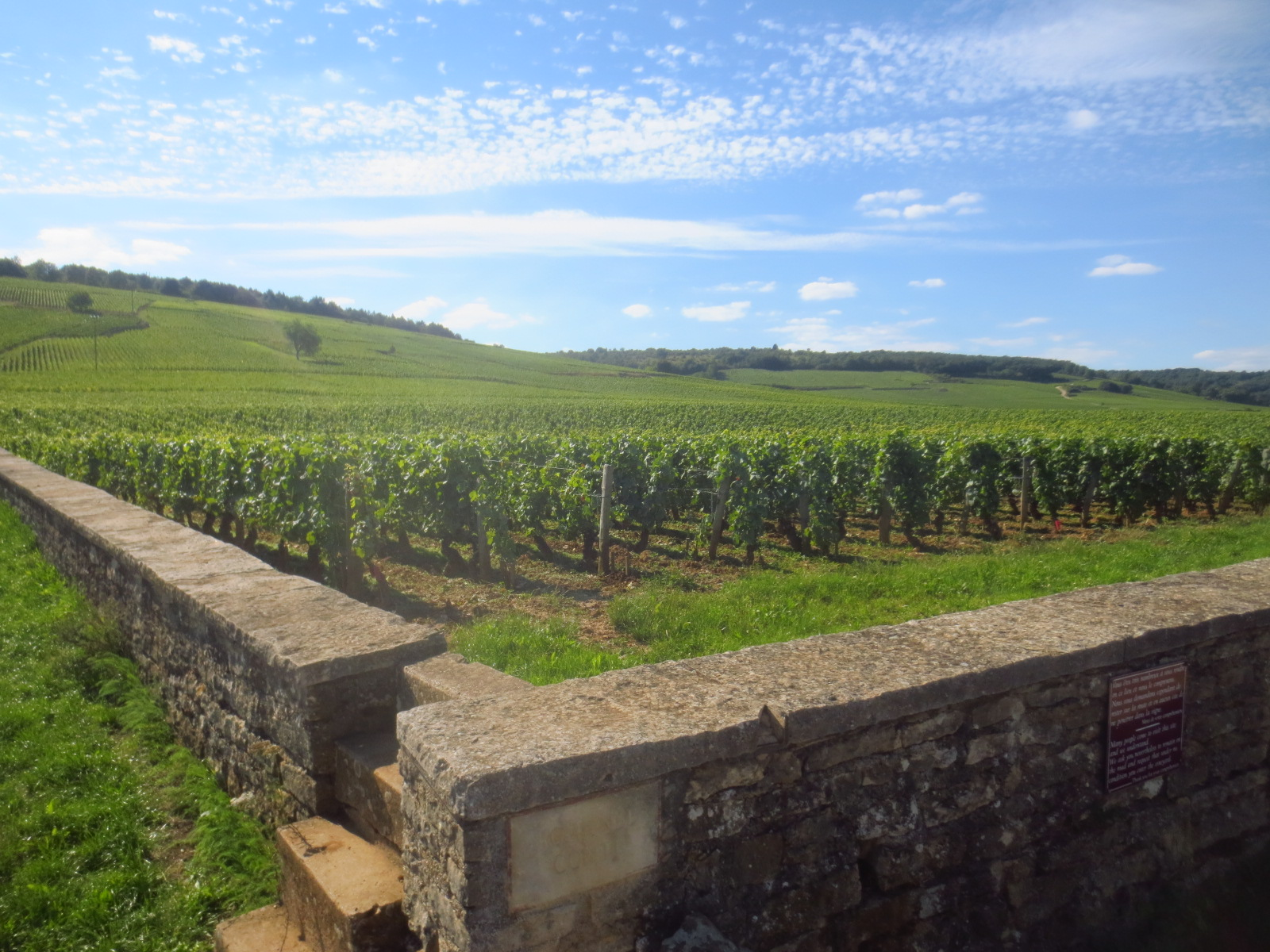
ロマネ・コンティのブドウ畑
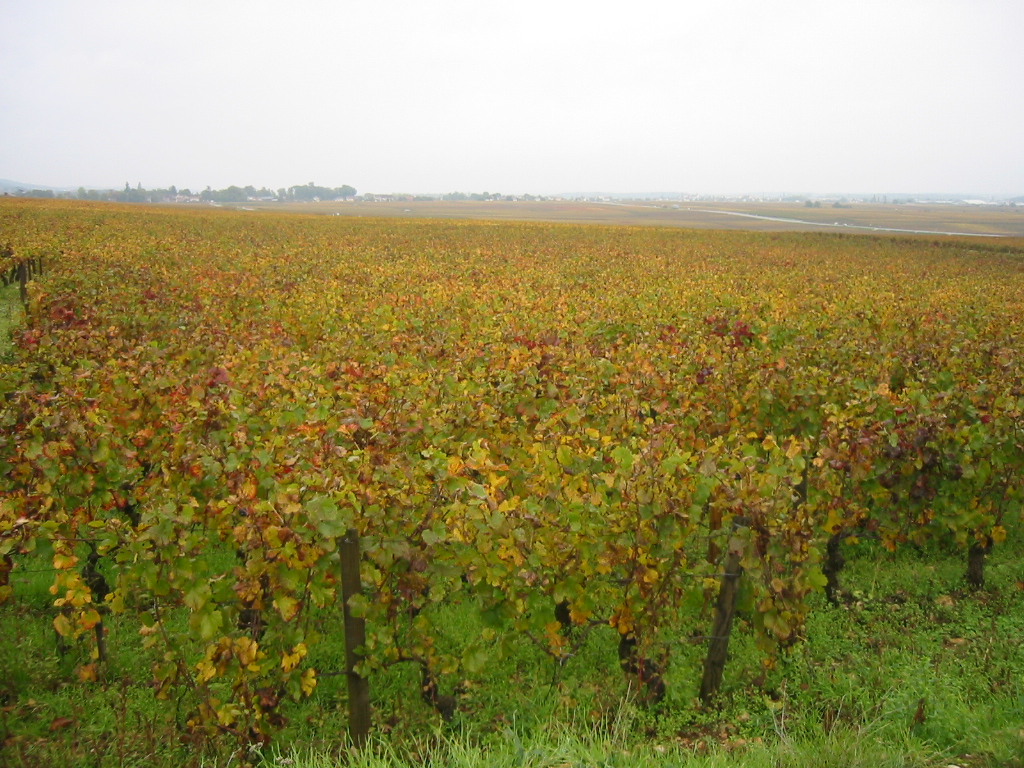
黄金に色づく秋のジュヴレ＝シャンベルタン
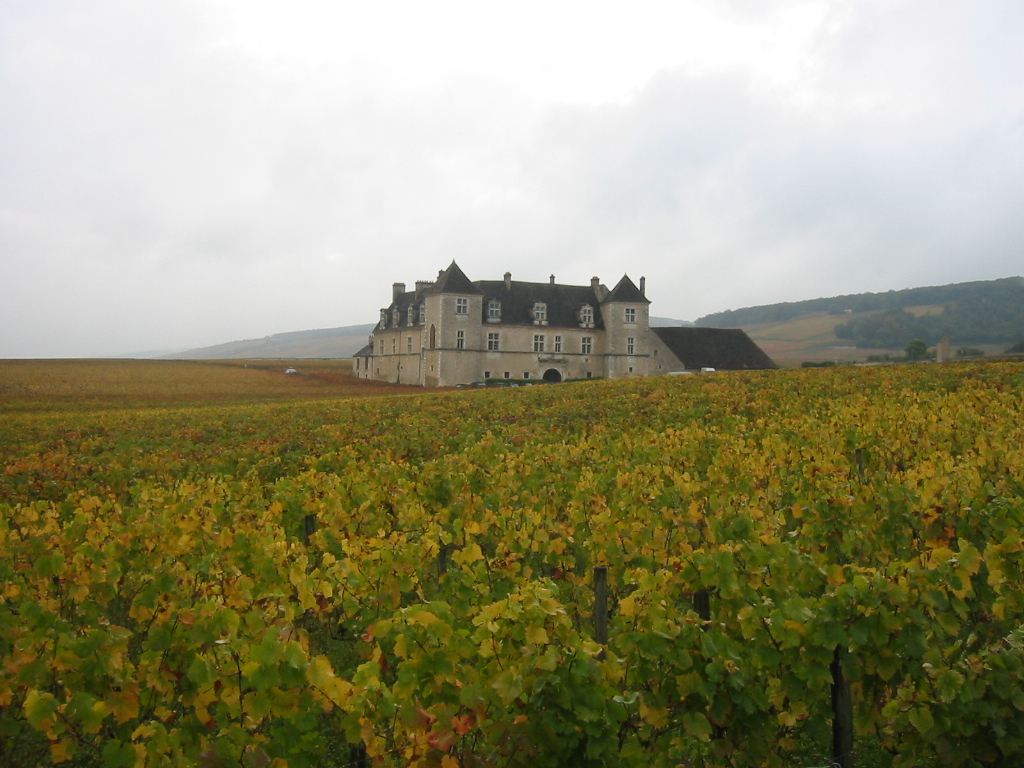
クロ・ド・ヴージョとその城館

### ボーヌ

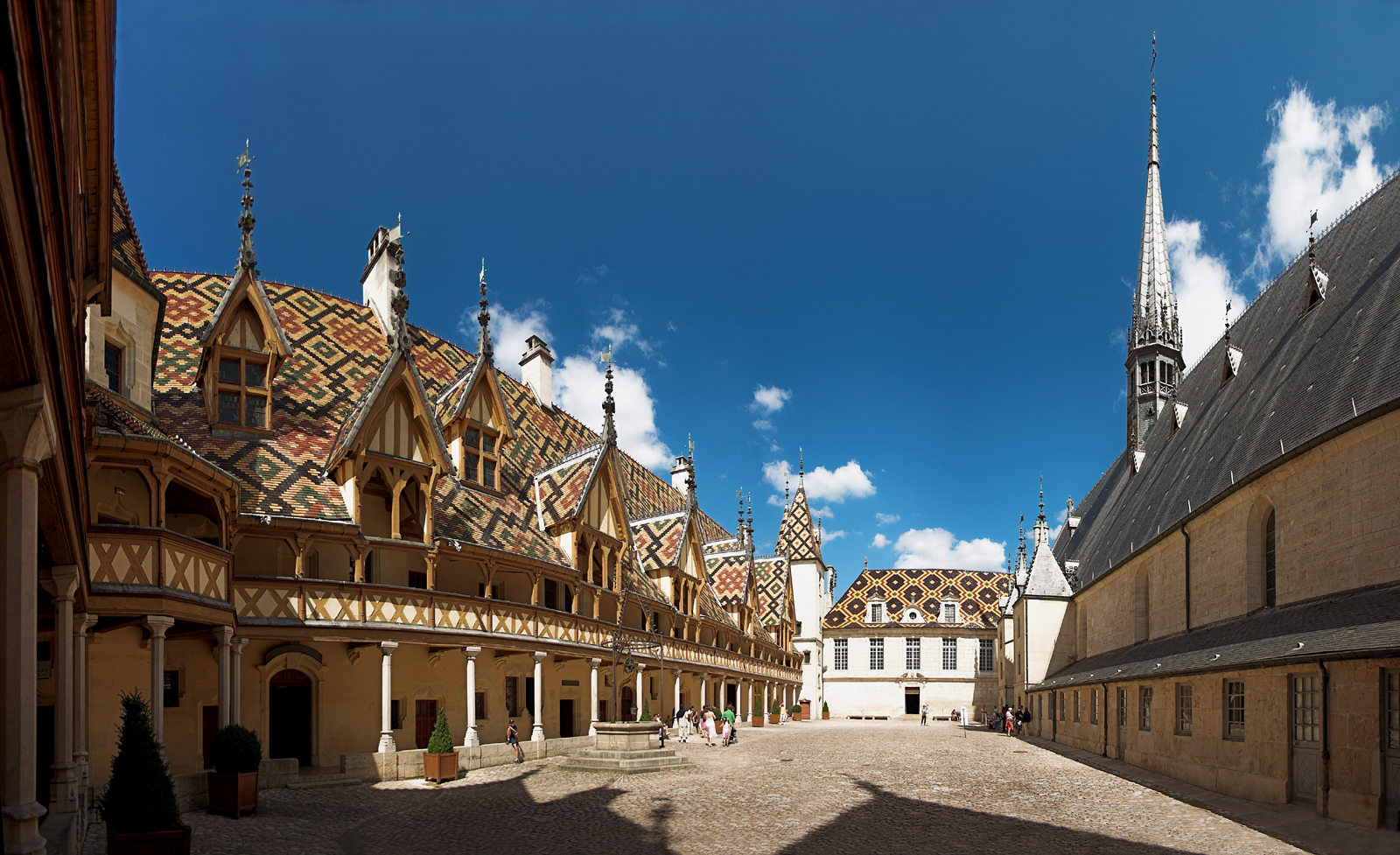
オスピス・ド・ボーヌ

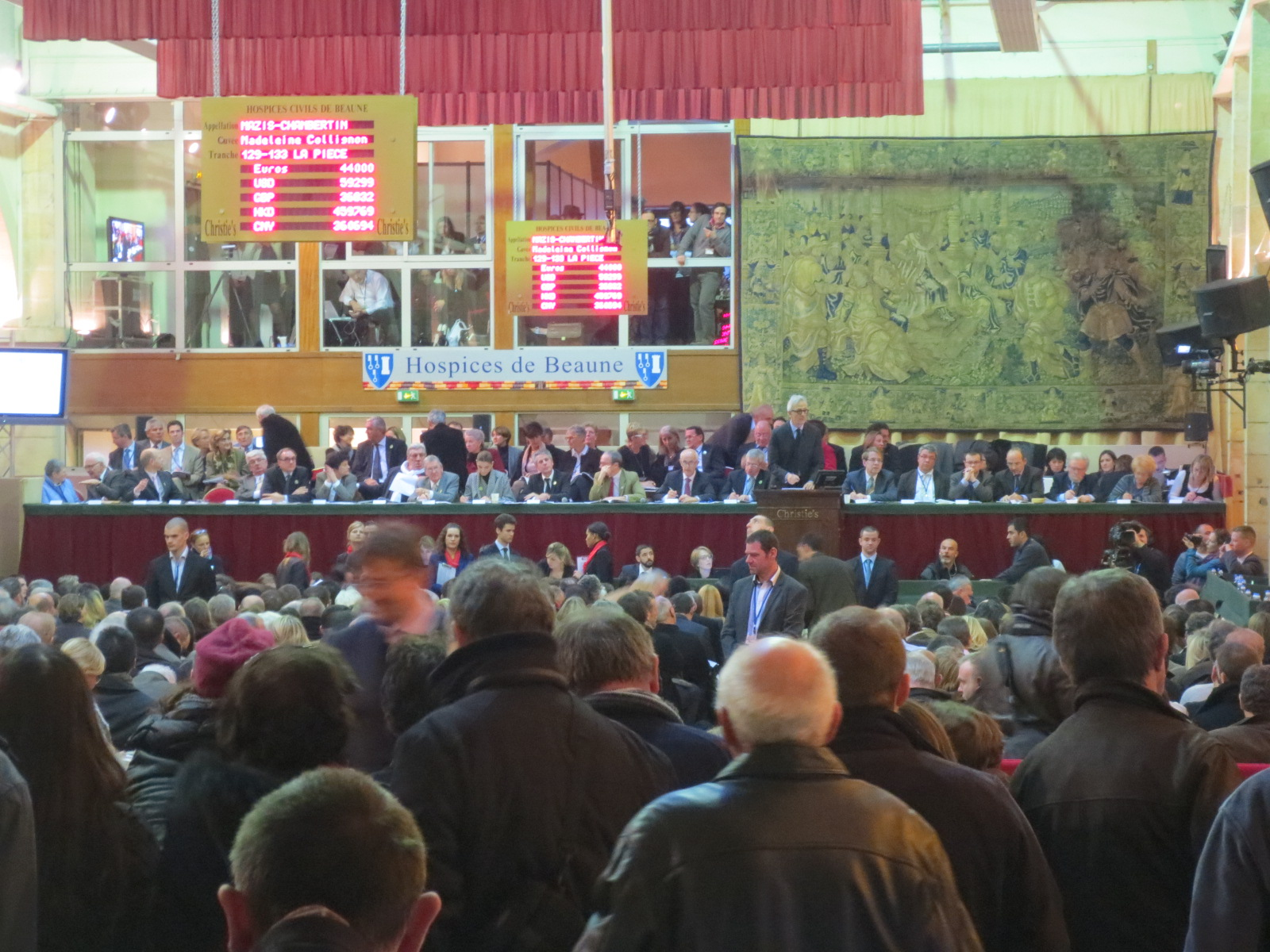
オスピス・ド・ボーヌでの競売

ボーヌはブルゴーニュワインの集散地であり、「ワインの首都」の異名を持っている。その歴史はローマ帝国時代にまで遡る都市だが、その名声が高まったのは中世のことである。公国の首都がディジョンに遷る前にはブルゴーニュ公が住んでいた都市であり、ノートルダム教会の近くには旧ブルゴーニュ公邸宅が残るが、現在はブルゴーニュワイン博物館になっている。
旧市街に残る建物の中で、ワインとの結びつきが強いのは、ボーヌのホスピス（施療院）である。オテル・デュー（神の宿）の異名を持つこの建物は、1443年にブルゴーニュ公国の大法官（官房長）ニコラ・ロラン夫妻によって建てられたもので、貧民救済を目的とする病院であった。建設にはロラン夫妻の私財があてられ、運営費には寄進されたブドウ畑が利用された。収穫されたブドウをもとにしたワインの収益が運営に回され、20世紀まで実際に病院として機能していた。寄進された土地は当初、アロース・コルトンからムルソーまでのブドウ畑や、それ以外の用途の土地も含め、1,300 haに上った。現在はそのうち約60 ha を残すのみだが、そこにはグランクリュの畑が含まれ、ワインの収益は修繕費などに回されている。
11月第3土曜から3日間、ブルゴーニュでは「栄光の3日間」（レ・トロワ・グロリユーズ）と呼ばれるワインの祝祭が行われるが、その2日目にはオスピス・ド・ボーヌでワインの競売が開催される ( Vente des hospices de Beaune)。この競売を含む3日間の祭りは「ブルゴーニュワインの名声のシンボル」「ブルゴーニュの祝祭の中でも最も権威ある祭りのひとつ」などと称賛されており、祭りの期間中、ボーヌの町は大変な活気に満たされる。

### コート・ド・ボーヌ

コート・ド・ボーヌの地図（赤はグランクリュ、灰青色はオート・コート）

コート・ド・ボーヌはボーヌを中心とする丘陵地で、ブドウの作付面積はコート・ド・ニュイの約2倍である。グランクリュはコート・ド・ニュイよりも少ないが、地形が多彩な変化に富む分、様々なワインが生産されている。
知名度が高いのは、コート・ド・ボーヌ唯一の赤ワインのグランクリュであるコルトン（白のグランクリュもわずかにある）および白のグランクリュのコルトン＝シャルルマーニュとモンラッシェである。
コルトン＝シャルルマーニュは、カール大帝（シャルルマーニュ）が保有していたとされる最上級の畑で、カール大帝が775年にこの畑を寄進してから、1,000年以上、教会が保有していた。同名のワインはブルゴーニュでは最高級の白ワインのひとつに位置づけられる。他方で、モンラッシェも「世界最高峰の白ワイン」と評される。

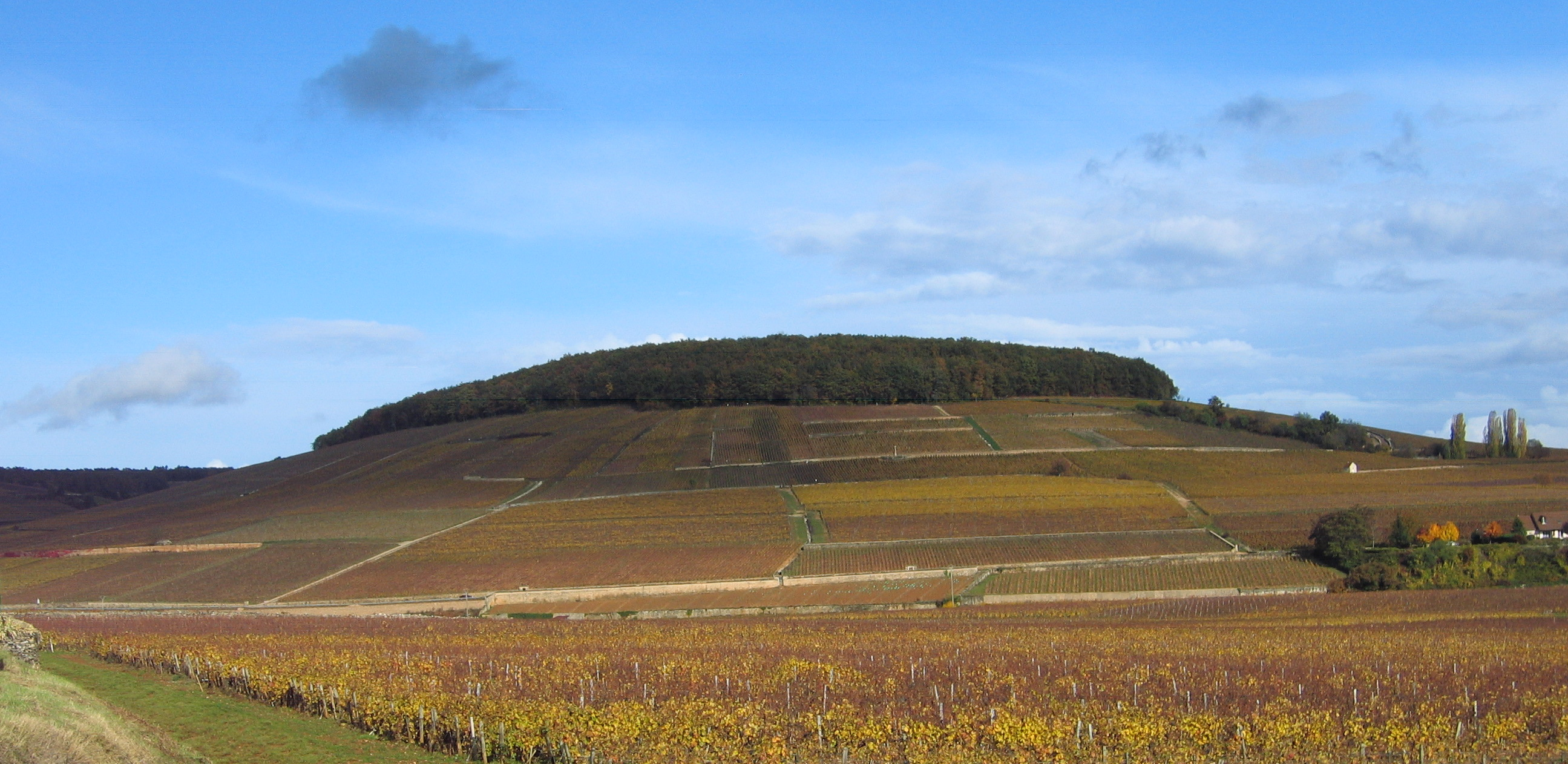
コルトンの丘
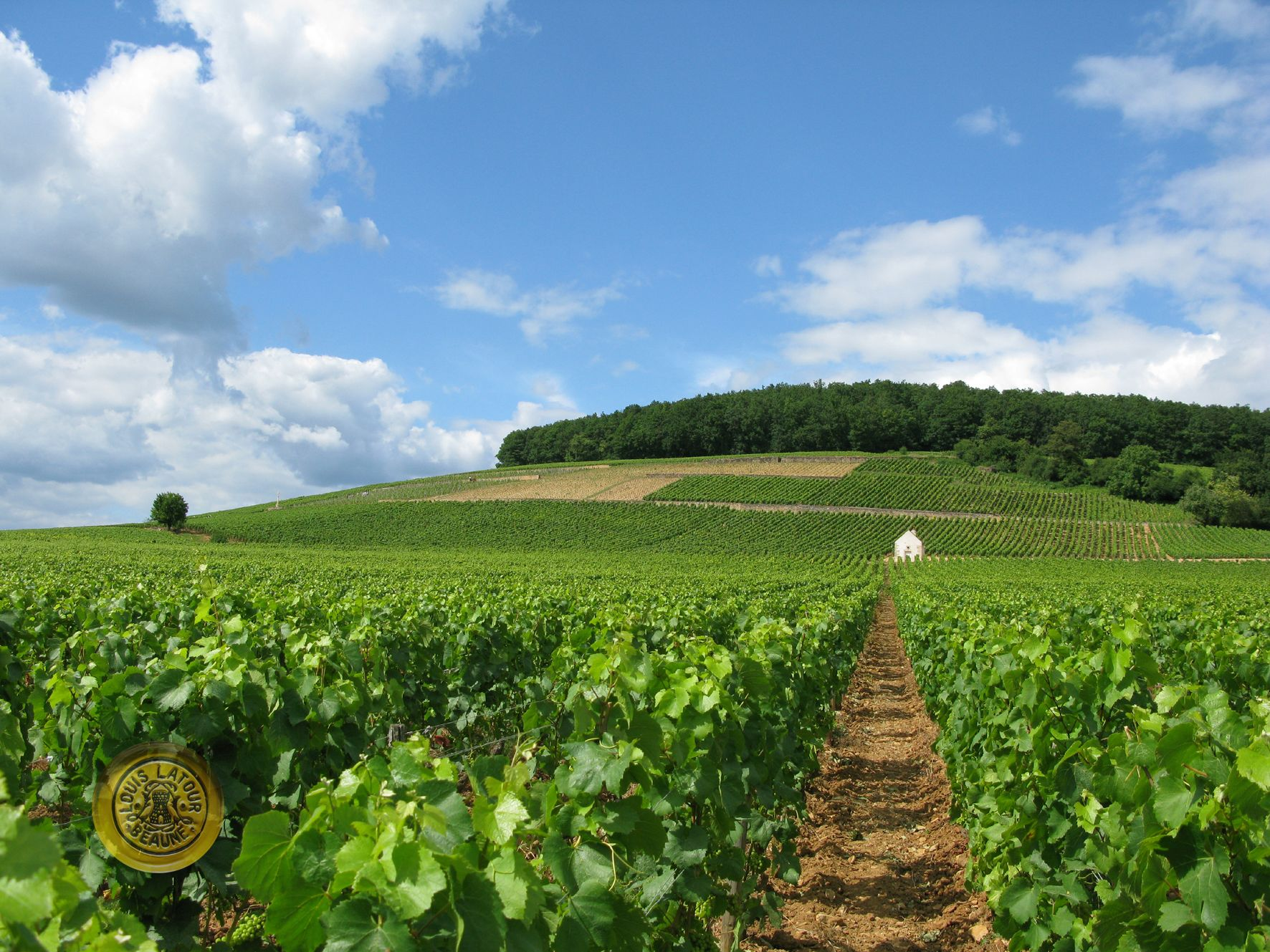
コルトンの丘のブドウ畑
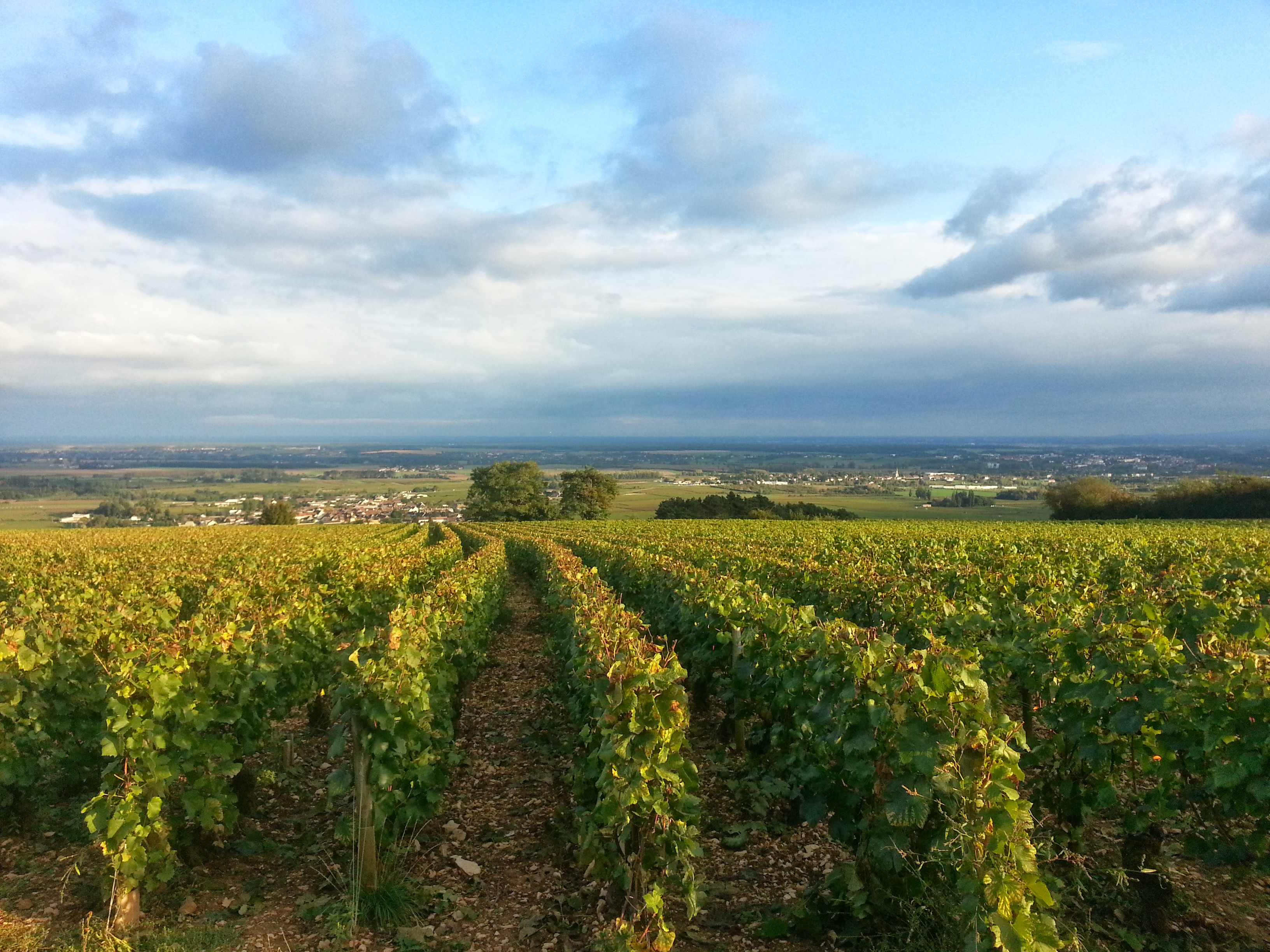
モンラッシェのブドウ畑
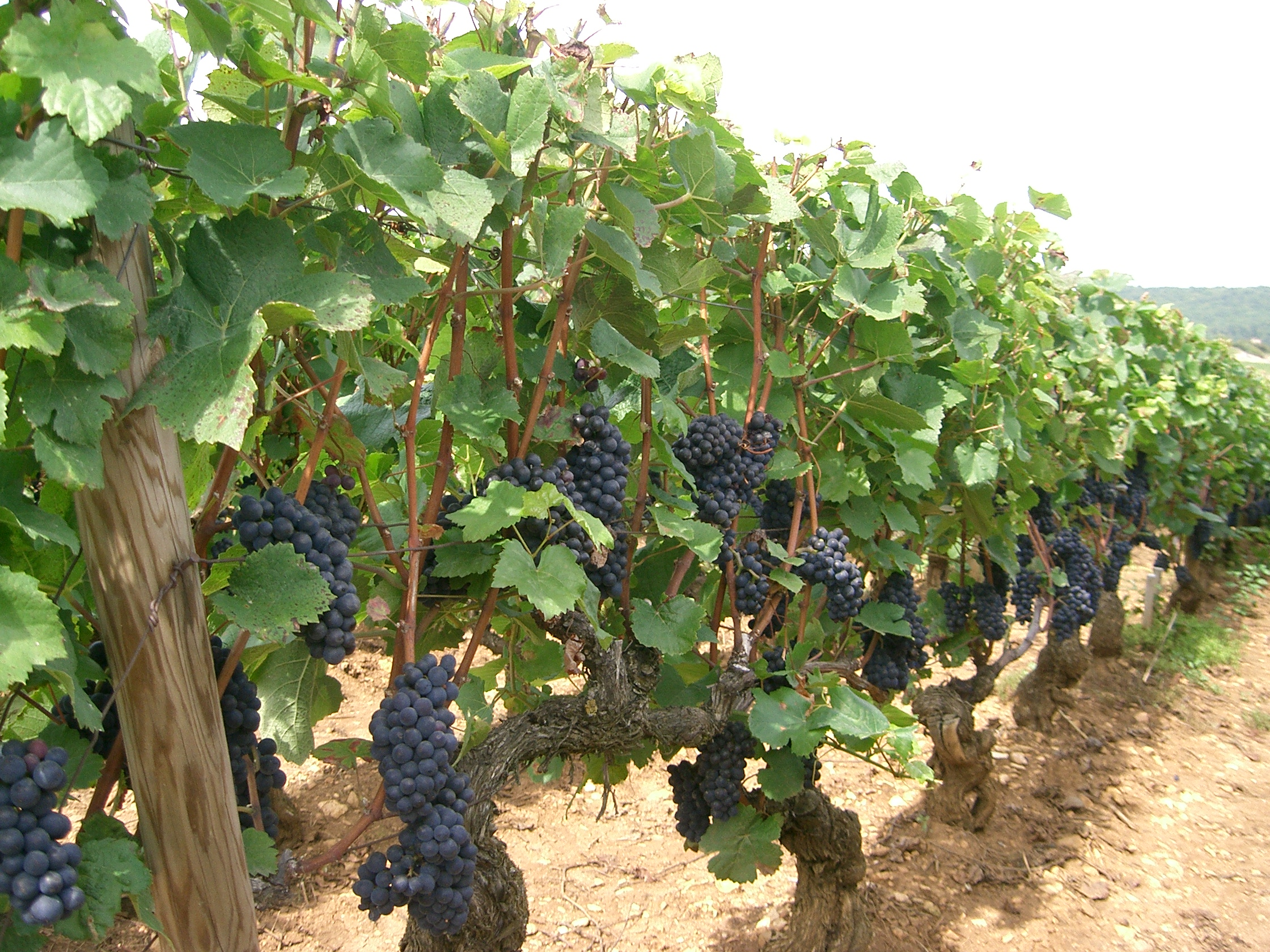
サントネのピノ・ノワール

### その他の農地

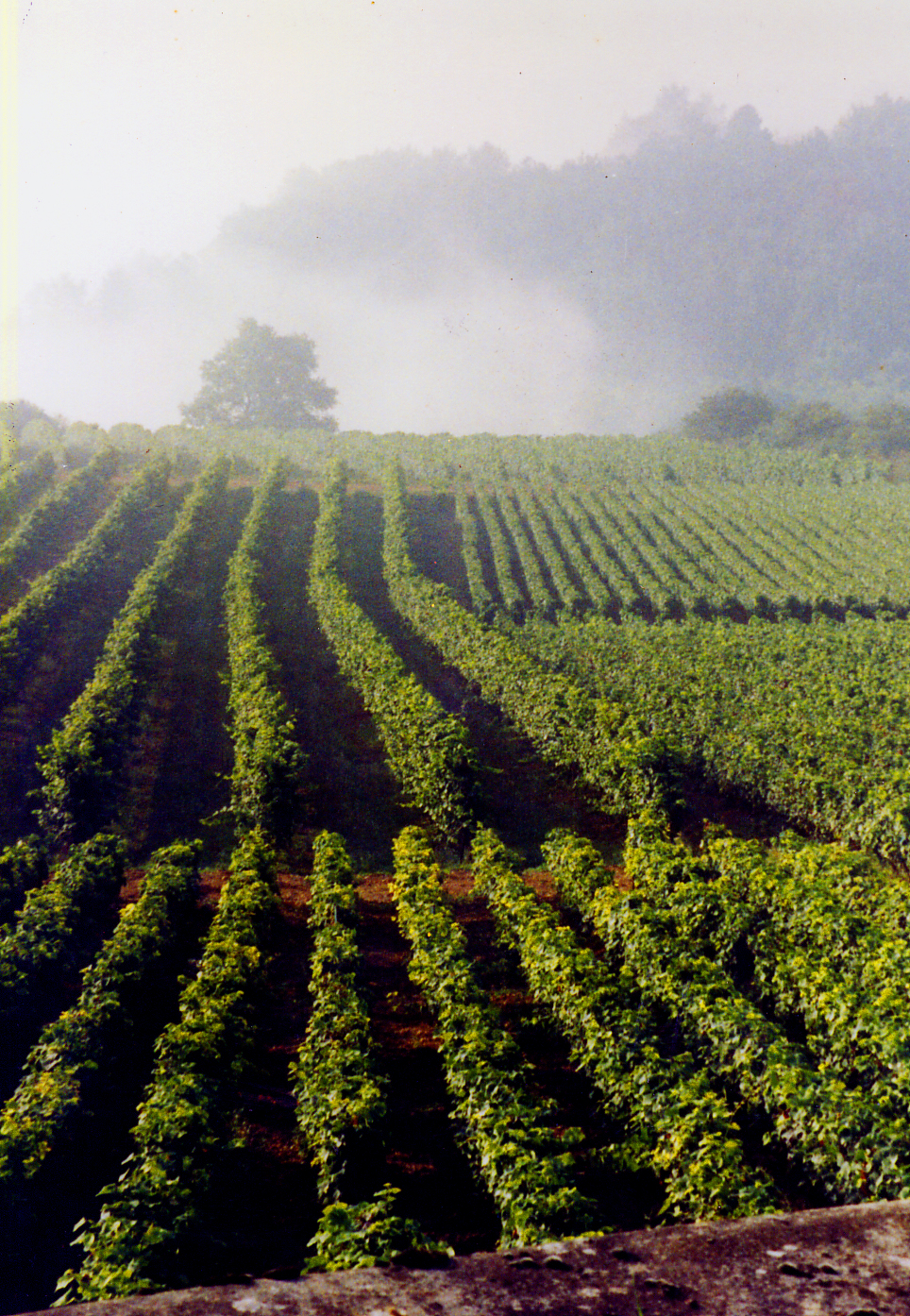
オート・コート・ド・ボーヌのブドウ畑

ブドウ栽培地としてのコート・ドールは、前述のようにコート地区、オート・コート地区、ボーヌ平原に三分される。オート・コート地区はコート地区の後背地だが、オート・コート・ド・ボーヌの景観の美しさは、アレクサンドル・デュマが称賛したことがある。
オート・コートは、ブドウだけでなく、他の果樹も植えられている。ほかに、木々や草地、あるいは穀物畑なども見られる。オート・コートは土壌や冷涼さなど、コート地区に比べて条件に恵まれておらず、従来はあまり評価されていなかった。しかし、20世紀末には好意的に見る専門家も現れており、21世紀初頭にはその評価は更に上昇した。21世紀初頭にはコート地方の醸造が苦戦したのに対し、オート＝コートはそれに比して、味のよさが注目されたのである。クリマに影響する諸条件は非常に繊細であり、地球温暖化の影響による条件の変化次第では、今後さらにオート・コートの重要度が増すと期待する声もある。
ボーヌ平原はコート地区のふもとに広がる地区で、多角的農業が営まれ、牧草地などもある。ブドウ栽培も営まれており、ピノ・ノワール、ガメ、シャルドネなどの品種が栽培されている。

## 登録経緯

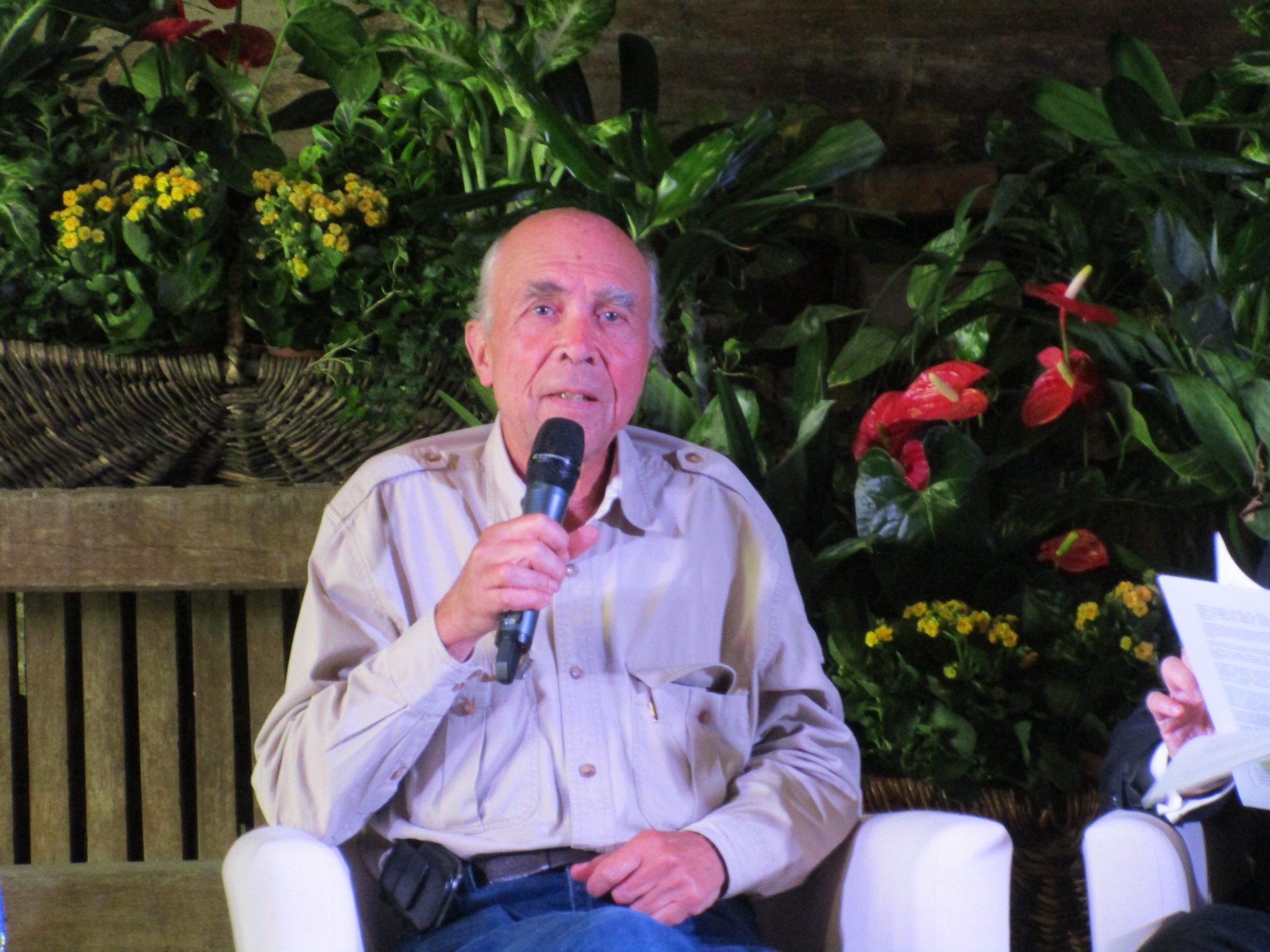
世界遺産登録を踏まえてクロ・ド・ヴージョの城館で催された講演会でのオベール・ド・ヴィレーヌ（ドメーヌ・ド・ラ・ロマネコンティ共同経営者）。

この物件が世界遺産の暫定リストに記載されたのは、2002年2月1日のことであり、正式な推薦は2013年3月14日に行われた。ブルゴーニュの推薦当局は推薦書において、顕著な普遍的価値証明のための比較研究を、多角的に展開した。クリマの価値のために採用された視角は、以下の3点である。
- ワイン生産地として
  - 比較対象は、すでに世界遺産に登録されていたサン＝テミリオン地域（フランスの世界遺産、ボルドーワイン）、トカイのワイン産地の歴史的・文化的景観（ハンガリーの世界遺産、トカイワイン）、アルト・ドウロ・ワイン生産地域（ポルトガルの世界遺産、ポートワイン）など8件[74]、推薦時点では世界遺産になっていなかったシャンパン産地とピエモンテのワイン産地、さらに暫定リスト記載物件のスペインワイン産地、南アフリカ共和国のワイン産地など4件[75]、それら以外のワイン産地からオレゴン・ワイン産地、オーストラリアワイン産地など6件[76]。
- 区画化された農業景観として
  - 比較対象は、スタリー・グラード平原（クロアチアの世界遺産）、フィリピン・コルディリェーラの棚田群（フィリピンの世界遺産）、マチュ・ピチュの歴史保護区（ペルーの世界遺産、遺跡の一部の段々畑）の3件の世界遺産、およびそれ以外のタトラ山脈、ラングドック、アラゴン州の各農業景観[77]。
- 原産地名称保護制度などの地理的表示に関するものとして
  - 比較対象は世界遺産モン＝サン＝ミシェルとその湾の範囲内で生産される養殖ムール貝と子羊肉のほか、世界遺産以外から、カンタルチーズ、 グルノーブルのクルミ、ニヨンのオリーブ・オリーブ油、グリュイエールチーズ（スイス）、パルメザンチーズ（イタリア）、イベリコ豚のハム（スペイン）、シャルルヴォワの子羊肉（カナダ）の7件[78]。

以上3点の比較の結果、いずれの観点からも独自の価値があると主張した推薦当局に対し、世界遺産委員会の諮問機関である国際記念物遺跡会議 (ICOMOS) は、価値の証明を強化するために、さらに3件との比較を行うように要請した。その3件とは、農牧業景観が見られるヴァル・ドルチャ（イタリアの世界遺産）、リオハ・ワインの産地（暫定リスト記載物件）、クヴェヴリを使った伝統的グルジアワイン製法（無形文化遺産）であり、推薦当局はそれらと比べてもなお、ブルゴーニュの文化遺産の独自性が認められると主張した。それに対してICOMOSもその主張を認め、クリマの顕著な普遍的価値を認めた（最終的な認定理由は後述を参照）。ただし、推薦範囲のすべてが法的保護を受けられていない状況や、推薦範囲内にある採石場が景観にもたらす影響への対応など、保護計画の改善点を指摘して、「情報照会」を勧告した。
これに対し、第39回世界遺産委員会の審議では、むしろ委員国からは好意的に評価する意見が相次いだ。登録に賛成する国の中には、保護管理状況について補足説明を求める委員国もあったが、それについてはフランス代表がICOMOSの勧告への反論を展開し、法的保護の範囲外は全体の2%にすぎず、その部分もまた、住民の合意も含む異なる枠組みでは保護されているとした。また、採石場についても、推薦範囲内とするICOMOSに対し、あくまでも緩衝地域内であり、かつまた主要な部分の景観に影響する位置にはないとした上で、それが地域の建造物の資材調達に使われてきた場所であることから、地域の伝統と相反する要素ではないことを説明した。なお、この物件は文化的景観ではないと明記されて推薦されていたのだが、ICOMOSはむしろ文化的景観に該当する可能性を示唆しており、委員国からも文化的景観として登録すべきという意見が複数寄せられた。こうした議論の結果、逆転で登録を果たすとともに、決議文には文化的景観である旨が明記された。
後述するように、翌年の第40回世界遺産委員会では、英語登録名の微調整が行われた。

### 登録名
この物件の正式名は英語: The Climats, terroirs of Burgundy およびフランス語: Les Climats du vignoble de Bourgogne である（第39回世界遺産委員会での登録時点では、英語名にTheは付いていなかったが、第40回世界遺産委員会で変更された）。その日本語名は、以下のような揺れがある。
- ブルゴーニュのブドウ畑のクリマ - 日本ユネスコ協会連盟[87]
- ブルゴーニュのテロワール＜クリマ＞ - 東京文化財研究所[42]
- ブルゴーニュ地方のブドウ畑＜クリマ＞ - 月刊文化財[88]
- ブルゴーニュ地方のブドウ栽培区画、クリマ - 今がわかる時代がわかる世界地図[89]
- ブルゴーニュ地方のブドウ畑の気候風土 - 古田陽久・古田真美[90]
- ブルゴーニュのブドウ栽培の風土 - なるほど知図帳[91]
- ブルゴーニュのブドウ栽培の景観 - 世界遺産検定事務局[92]
- ブルゴーニュのブドウ栽培地 - 地球の歩き方[93]

なお、英語名にあるテロワール（terroir. フランス語での発音は/terwar/  ないし /tɛrwaːr/ ）は、元々フランス語のブドウ栽培の用語としては、「限定された範囲のブドウ畑に対応し、生産されるワインに独特の性質を与える土壌と気候の調和」を意味し、英単語としても、土壌や気候を含めた特定のワイン生産環境の意味で使われる。もっとも、「テロワール」はブドウ栽培に関わるキーワードではあるものの、専門家たちがそれぞれの含意で語っているため、その意味は一様でも単純でもないという指摘もある。

### 登録基準
この世界遺産は世界遺産登録基準のうち、以下の条件を満たし、登録された（以下の基準は世界遺産センター公表の登録基準からの翻訳、引用である）。
- (3) 現存するまたは消滅した文化的伝統または文明の、唯一のまたは少なくとも稀な証拠。

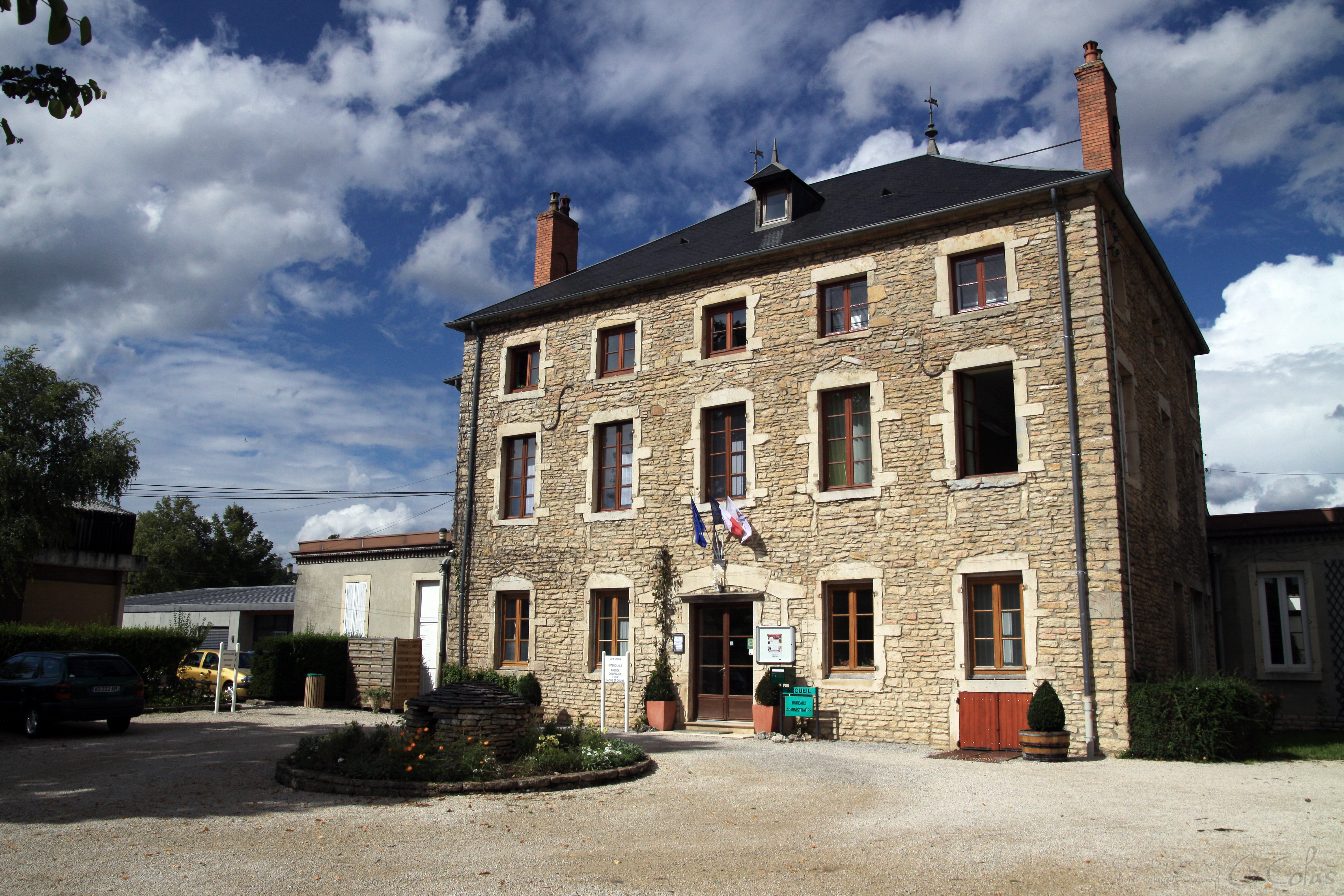
ワイン関連教育機関のひとつ、リセ・ヴィティコル・ド・ボーヌ (Lycée viticole de Beaune)

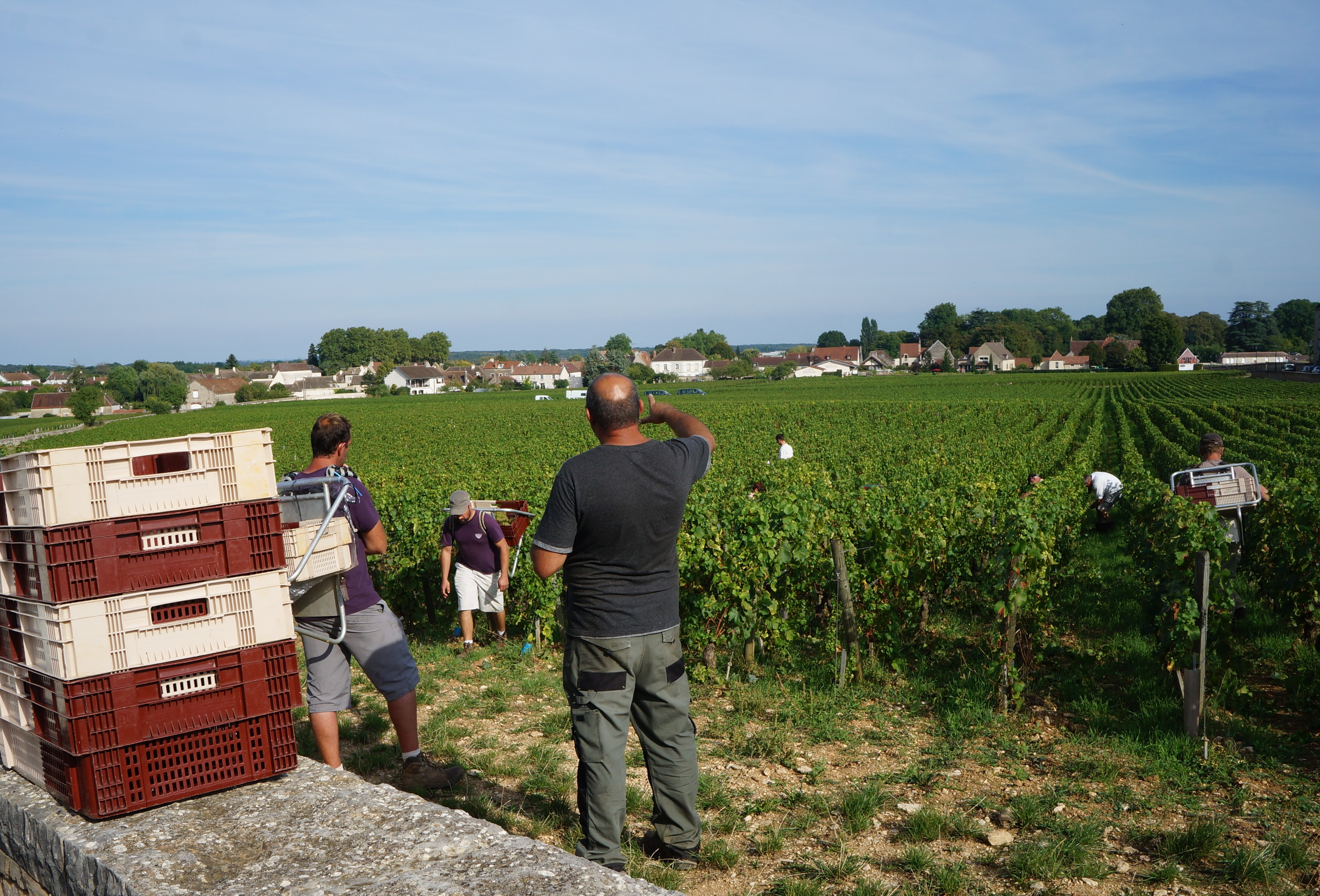
ヴォーヌ＝ロマネでの畑作業

  - 世界遺産委員会はこの基準の適用理由について、「ブドウ畑の土地台帳上の区画、丘陵の村落群、ディジョン市やボーヌ市と結びついたブルゴーニュのクリマのシステムは、ブドウ畑の歴史的景観の注目すべき例であり、その真正性は数百年に渡って微塵も揺らぐことはなく、その地でのブドウ栽培は今なお盛んである」[98]とし、「栽培場所やワインを差異化することは、ディジョンとボーヌからもたらされた政治的・商業的推進力によって可能となったものであり、それらの都市は今なお科学的・技術的教育や商業的・制度的表象の活気ある中心地であり続けている」[98]等とした。

- (5) ある文化（または複数の文化）を代表する伝統的集落、あるいは陸上ないし海上利用の際立った例。もしくは特に不可逆的な変化の中で存続が危ぶまれている人と環境の関わりあいの際立った例。
  - 世界遺産委員会はこちらの基準については、「ブルゴーニュのクリマは、正確に区切られたブドウ栽培区画の歴史的構成を証明するものである。また、それは、人類の共同体が、自らの労働と自然の潜在力との共同作業で生まれた産物の質および多様性の指標として、場所（クリマ）と時代（製造年代）に言及することを選んだという文化的事実も示すものである。クリマは、ディジョンとボーヌという都市的中枢の影響下での、人類と特殊な自然環境との相互作用を表している」[98]等とした。